# Zeêuws
Zeêuws (Zeeuws em holandês) é uma linguagem regional falada na província holandesa da Zelândia e na ilha Goeree-Overflakkee, na Holanda do Sul. Geralmente considerado um dialeto holandês, tem diferenças notáveis principalmente na pronúncia, mas também na gramática e vocabulário, o que torna a compreensão por falantes de holandês não familiarizados com esta variante regional muito difícil.
Zeêuws (Zeeuws) em Neerlandês – “holandês) é um dialeto do Holandês falado  nas áreas do sudoeste dos Países Baixos, mas especificamente no extremo sul da Holanda do Sul (Goeree-Overflakkee) e em grandes partes da Zelândia, com a significativa exceção do leste das Flandres Zerlândica.
Há diferenças notáveis em relação ao Holandês principalmente na pronúncia, mas também na gramática e vocabulário, o que diferencia claramente do padrão da língua do país e dificulta a compreensão por falantes holandeses não qualificados nesse dialeto.

## Origem
Na Idade Média e no início da era moderna, a Zelândia foi reivindicada pelo conde da Holanda, a área foi exposta à influência de ambas culturass direções. Os dialetos mostram claramente um aumento gradual dos elementos holandeses quando se vai para o norte. No entanto, o zelandês é bastante coerente e tem as fronteiras facilmente definidas, já que as muitos braços de mar no litoral formam fortes isoglossas.

## Escrita
A língua Zeêuws usa o alfabeto latino tradicional com suas 26 letras.

## Características
O zelandês tem três gêneros gramaticais e mantém as últimas schwa s em palavras femininas. Ele manteve os monotongos  [i] e  [y] para  ij  e  ui , em vez de dividi-los em  [ɛi] e  [øy]. Normalmente, umlauted  [aː] em  [ɛː]. Ele renderiza os  [ai] e  [au] germânicos antigos como ditongos decrescentes ( [ɪə ~ ɪɐ ~ iɐ] e  [ʊə ~ ʊɐ ~ uɐ], respectivamente, a realização exata, dependendo do dialeto, enquanto holandês mesclado-los com etimológica  [eː] e  [oː] Finalmente, ele cai  [h].
Esta tabela ilustra as diferenças (nota: a ortografia é holandesa):
| Zeêuws      | Holandês  | Português              |
| d'n boer    | de boer   | o fazendeiro           |
| de boerinne | de boerin | a mulher do fazendeiro |
| uus         | huis      | casa                   |
| kieke(n)    | kijken    | olhar                  |
| tweê        | twee      | dois                   |
| oôd         | hoofd     | cabeça                 |
| luust'ren   | luisteren | escutar                |
| jie         | jij       | tu                     |
| piele       | eend      | pato                   |

## Dialetos
A província da Zelândia consiste em várias ilhas que eram difíceis de alcançar até o século XX. Como resultado, há aproximadamente um dialeto por ilha. Os respectivos dialetos diferem claramente, mas apenas ligeiramente. O dialeto Goeree-Overflakkee, por exemplo, não elimina o h, e os dialetos Walcheren e Zuid-Beveland têm palavras com umlaut onde os do norte não. Por exemplo :  beuter   [bøtər] contra 'boter' ' [botər]. Dentro dos próprios dialetos insulares também existem diferenças dialetais: falantes nativos podem frequentemente dizer de qual vila ou pelo menos em sua própria ilha. Uma pessoa é reconhecida pelo dialeto específico que ele ou ela fala, mesmo que as diferenças sejam imperceptíveis para pessoas de fora.

## Geografia
O Zeêuws está fortemente associado à população rural, sendo falado principalmente no campo. Os dialetos das cidades de Midelburgo e Flessingue são muito mais próximos do Holandês do que as variantes rurais e à beira da extinção. Pesquisas realizadas nos anos 90 mostraram que pelo menos 60% da população da Zelândia ainda usa o zeêuws como sua língua cotidiana. Estima-se que 250.000 pessoas o falem como língua materna (o flamengo zelandês ocidental está incluído nessa contagem) e, embora esteja em declínio, assim como qualquer outra língua regional, não existe perigo direto de extinção, já que em algumas aldeias com fortes comunidades isoladas, mais de 90% dos jovens falarão a língua. Por outro lado, em várias aldeias que viram muita imigração, o dialeto local é falado apenas pela população adulta, já que as crianças não são mais ensinadas.
Existe um lobby para reconhecer a língua regional zelandesa sob a Carta Europeia das Línguas Minoritárias, mas até agora não se atingiu este estatuto.

## Imagens

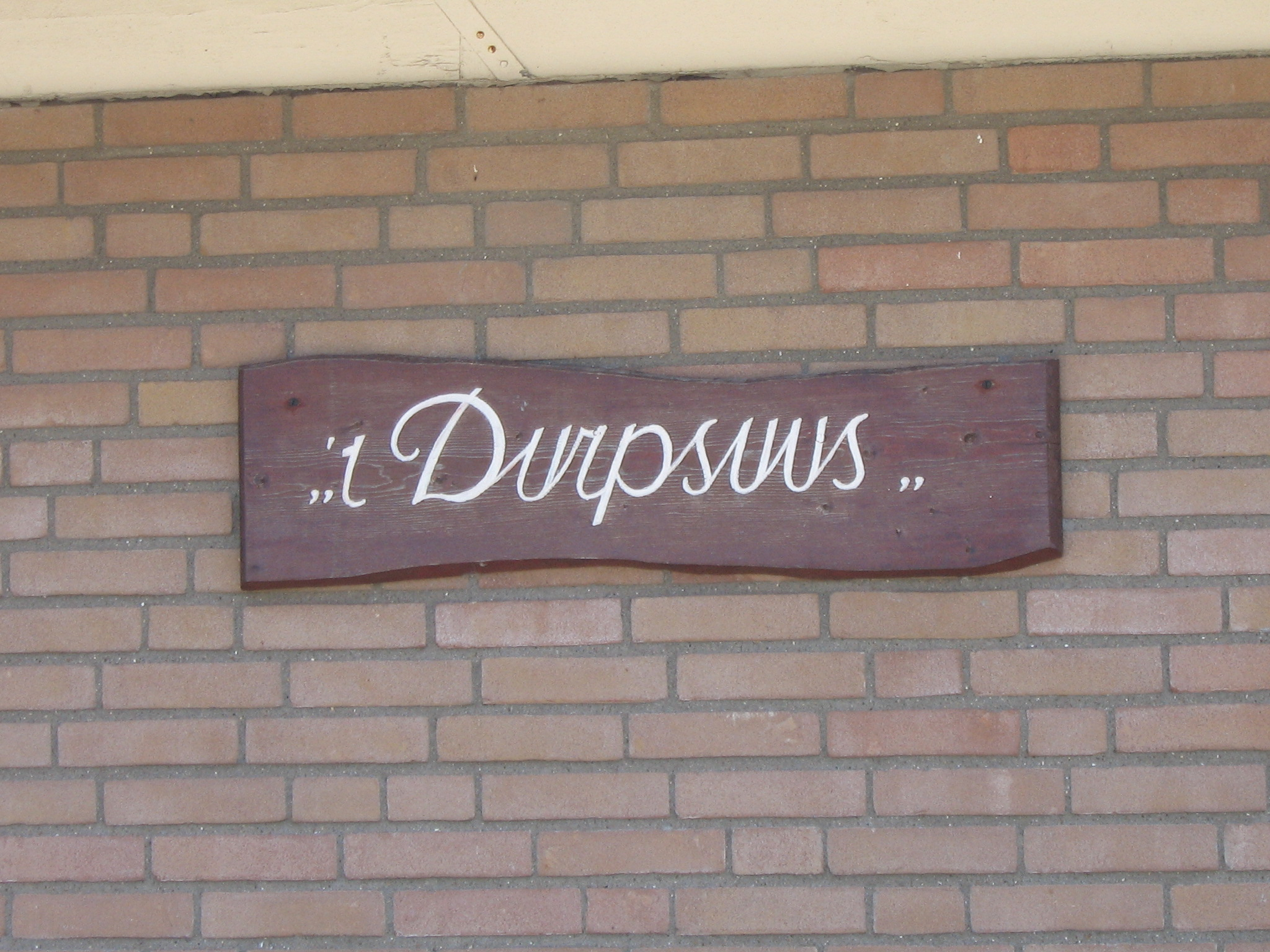
Sinal em Zêeuws em Driewegen (Borsele), "Durpsuus", em Zeêuws – Centro Comunitário.
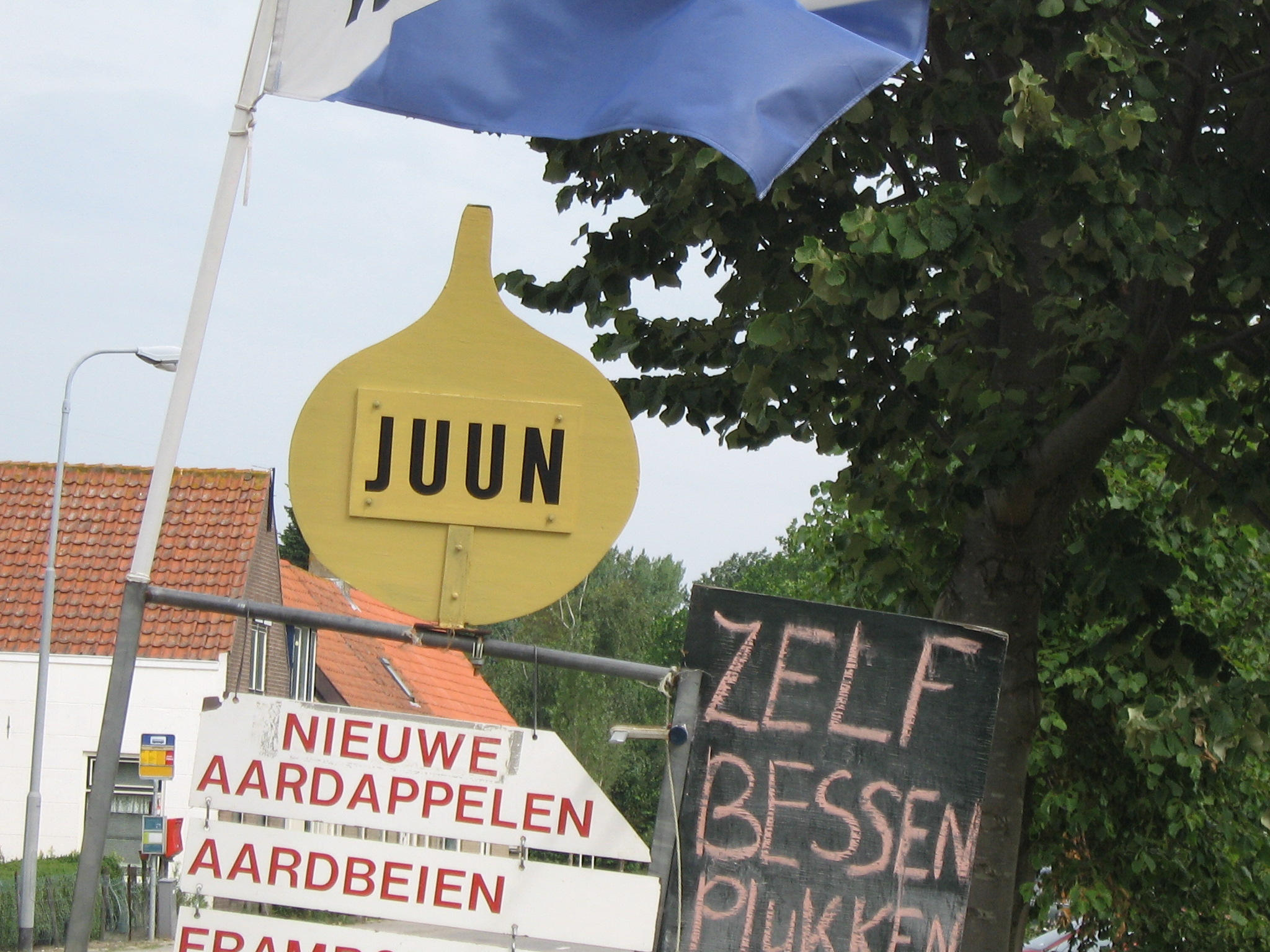
"Juun",em Zêeuws - cebola

## Amostra de texto
Zeêuws is eên taele, Zeêuws eit z'n tuus voraol in de Nederlandse provincie Zeêland, mae de grenzen van 't Zeêuws komme nie glad overeêne mee de grenzen van die provincie. Ok de dialecten van Goereê-Overflakkeê ore bie 't Zeêuws, t'rwiel 'n stik van Zeêuws-Vlaonderen nie Zeêuwstaeleg is.
Pai Nosso
Onzen Vaoder, die in d'n emel zeit,
Laet Je naem heileg henoemd ore
Laet Je konienkriek komme
Laet Je wille hedaen ore
Op de aerde juust zôôas in d'n emel.
Heeft ons heden ons daegeleks brôôd,
Verheeft ons onze schulden,
Juust zoôan ok ons onze schuldenaers verheve è.
En brieng ons nie in verleidienge
Mae verlos ons van d'n Duvel.
Want van Joe is 't konienkriek,
De macht en de grôôteid tot in't einde van d'n tied.
Amen